# Distichophyllum pulchellum
Distichophyllum pulchellum är en bladmossart som beskrevs av Mitten 1882. Distichophyllum pulchellum ingår i släktet Distichophyllum och familjen Hookeriaceae. Inga underarter finns listade i Catalogue of Life.